# Dům kultury (Trnava)
Dům kultury (slovensky Dom kultúry, dříve Dům kultury ROH) v Trnavě na Slovensku je brutalistní dům sloužící jako centrum pro různé kulturní instituce. Jedná se o samostatný blok domů, který ze severní strany přiléhá na Trojiční náměstí a ze strany východní na Zelený rinok.
Objekt je zasazen do kontrastu mezi historické měšťanské domy. Kulturní dům je rozdělen na tři čtyřpodlažní části. Jedná se o výrazné architektonické dílo, které uzavírá určitou etapu snah o přestavbu centra Trnavy. Brutalistní stavba je některými místními obyvateli i turisty odmítána a je považována za symbol neúcty a ignorance komunistického režimu k historickým stavbám.

## Struktura objektu
Část A má vstupní prostor v prvním patře. O patro výš je zasedací místnost, prostory pro hudební a taneční zkoušky a prostory pro kluby. V dalším patře jsou klubovny a administrativní prostory. Ve čtvrtém patře měla být čítárna a knihovna.
V části B se v suterénu nacházely sklady, strojovna klimatizace a dílny. V prvním patře se nacházel hlavní vchod, šatny a sociální zařízení. Ve druhém a třetím patře je hlavní sál pro 800 osob se zvedacím zařízením, které bylo v tehdejší ČSSR ojedinělé a ve světě unikátní. Poslední patro tvoří provozní prostory a zázemí.
V části C v přízemí jsou vstupy, šatny a přístupová schodiště. V dalších dvou podlažích se nachází restaurace s kavárnou pro 120 osob, bar a foyer. V posledním patře je umístěno osvětlení a vzduchotechnika.
Zastavěná plocha kulturního domu činí celkem 53 467 m3; užitná plocha potom 8 686 m2. Na stavbu bylo použito více než 10 tisíc m 3 železobetonu a 650 tun železa. Pohledový beton Domu kultury měl být bílý, se vzorem, a kovové části interiéru měly být pochromované. Realizované exteriéry tvoří nicméně šedé betonové hmoty s přiznanými stopami po bednění a ocelové prvky natřené červenou barvou. Použit byl eloxovaný hliník a jako dekorativní prvky sloužily výdechy místní ventilace. 
Na jižní straně objektu se nachází dekorativní plastika. 
Před budovou stojí stylizované lampy veřejného osvětlení v podobě bílých koulí. 
Architekt si byl vědom významu daného místa a proto fasádu rozčlenil na čtyři bloky a pokoušel se měřítko stavby změnit na míru, která danému prostoru odpovídala a která evokovala blok menších domů. Na východní fasádě nicméně toto členění již uplatněno nebylo. Masivní betonová plocha byla  rozčleněna svislými liniemi.

## Historie
Dům vznikl v místě, kde se dříve nacházel blok menších a nižších domů.
První řešení na výstavbu objektu bylo připraveno v roce 1971. Kromě stanovení koncepce, jak by mohl objekt vypadat a jak také změní historické náměstí ve středu Trnavy. V roce 1976 vznikla nová závěrečná architektonická studie od Jozefa Danáka, na které se podílel i Juraj Štecko a Jozef Žiaran. Tento autor také vedl zpracování původního projektu. V době komunismu byl projekt oceněn prvním místem ve své kategorii. 
Dům byl slavnostně otevřen roku 1987 (dne 25. listopadu) a známý byl především jako dům ROH (Revolučního odborového hnutí). I přes socialistický závazek se nicméně stavba oproti plánu (tedy otevření v srpnu 1987) zpozdila.
Po Sametové revoluci byla stavba degradována drobnými nesourodými prvky, vloženými do jejího interiéru. Ozvučení a osvětlení hlavního sálu je dnes ve stavu nepoužitelném pro kulturní akce. Problémy s ozvučením v zadní části sálu se nepodařilo vyřešit. V první dekádě 21. století bylo uvažováno o rekonstrukci přestavbě na obchodní centrum. Brutalistní šedou barvu měla nahradit bílá (s touto myšlenkou si původně architekti pohrávali již při přípravě stavby) a fasáda měla být částečně zakryta břečťanem. Obnova, která byla uskutečněna roku 2006 nicméně zlepšila stav obchodních prostor. Později také přibyly i výtahy.